# Ritten
Ritten (wł. Renon) – miejscowość i gmina we Włoszech, w regionie Trydent-Górna Adyga, w prowincji Bolzano.
Liczba mieszkańców gminy wynosiła 7507 (dane z roku 2009). Język niemiecki jest językiem ojczystym dla 95,96%, włoski dla 3,77%, a ladyński dla 0,26% mieszkańców (2001).